# Physalis sulphurea
Physalis sulphurea ist eine Pflanzenart aus der Gattung der Blasenkirschen (Physalis) in der Familie der Nachtschattengewächse (Solanaceae).

## Beschreibung
Physalis sulphurea ist eine einjährige, krautige Pflanze, die im oberen Teil nur schwach verzweigt, jedoch mehrere Stängel aus der Basis austreibt. Die Stängel sind dick, hohl und auch gepresst noch 5 bis 10 mm stark. Die Pflanze erreicht Wuchshöhen von 10 bis 25 cm. Sie ist unbehaart oder an den jungen Teilen, den Blütenkelchen und den Blütenstielen mit wenigen aufwärts gerichteten, anliegenden Trichomen besetzt. Die Blattspreiten der Laubblätter sind eiförmig bis elliptisch-lanzettlich. Die Spreiten der größeren Blätter sind 1,5 bis 6 cm lang und 1 bis 4 cm breit. An der Basis sind sie oftmals ungleich und manchmal in einen leicht geflügelten, 5 bis 25 mm langen Blattstiel herablaufend. Der Blattrand ist ganzrandig oder unregelmäßig zurückgebogen gezähnt.
Die Blüten stehen an 4 bis 10 mm langen Blütenstielen. Der Kelch hat zur Blütezeit eine Länge von 2 bis 3 mm und misst an der Basis der Kelchlappen 2 bis 4 mm im Durchmesser. Die Form des Kelches ist quadratisch bis langgestreckt-glockenförmig. Die Kelchlappen sind dreieckig und 0,7 bis 1,5 mm lang. Die Krone ist ungefleckt, oder mit kaum sichtbaren Punkten leicht gefleckt. In der Kronröhre ist eine leichte Behaarung vorhanden. Die Krone wird 5 bis 7,5 mm lang und 6 bis 8 mm oder mehr breit. Die Staubbeutel sind bläulich oder violett, langgestreckt bis eiförmig und 1 bis 1,5 mm lang. Die Staubfäden sind 1 bis 2 mm lang.
Die Frucht ist eine Beere mit einem Durchmesser von 5 bis 9 mm. Sie wird von einem sich vergrößernden Kelch umgeben. Dieser ist 7 bis 13 mm lang, fast drehrund oder zehnrippig und steht an einem sich auf (5 bis) 10 bis 15 mm verlängernden Stiel.

## Verbreitung
Die Art ist in Mexiko verbreitet.